# Renata Podgórzańska
Renata Podgórzańska (ur. 1970) – polska profesor nauk społecznych w zakresie politologii, nauczyciel akademicki

## Życiorys
W 1994 ukończyła studia na kierunku politologia na Uniwersytecie Szczecińskim. Pracę doktorską Polityka zagraniczna Polski w pracach Sejmowej Komisji Spraw Zagranicznych w latach 1989-2001, napisaną pod kierunkiem Mariana Grzędy-Kempińskiego, obroniła na Uniwersytecie Gdańskim w 2003. Stopień doktora habilitowanego otrzymała w 2014 na podstawie monografii Polityka zagraniczna Polski wobec obszaru pojugosłowiańskiego. W 2024 otrzymała tytuł profesora nauk społecznych w zakresie politologii.
Pracuje na stanowisku profesora w Instytucie Nauk o Polityce i Bezpieczeństwie Uniwersytetu Szczecińskiego, pełniła funkcję dziekana Wydziału Nauk Społecznych, a także prodziekana Wydziału Humanistycznego Uniwersytetu Szczecińskiego. Była prorektorem Uniwersytetu Szczecińskiego ds. kształcenia w kadencji 2020–2024 i nadal pełni tę funkcję w kadencji 2024–2028.
Była starszym wykładowcą w Instytucie Administracji i Bezpieczeństwa Narodowego Państwowej Wyższej Szkole Zawodowej im. Jakuba z Paradyża w Gorzowie Wielkopolskim oraz w Instytucie Administracji i Bezpieczeństwa Narodowego Państwowej Wyższej Szkole Zawodowej w Gorzowie. 
Jest autorką 3 monografii naukowych oraz współautorką 3 kolejnych, współredaktorką 14 prac wieloautorskich, kilkudziesięciu rozdziałów w monograficznych pracach zbiorowych, ponad 30 artykułów w czasopismach naukowych. 
W 2007 roku została odznaczona Brązowym Medalem Ministra Obrony Narodowej „Za zasługi dla obronności kraju”. W 2004 otrzymała medal Amicus Scientiae et Veritatis przyznany przez Szczecińskiego Towarzystwa Naukowego za badania naukowe polskiej polityki zagranicznej po 1989 roku. W Ogólnopolskim Konkursie im. Profesora Czesława Mojsiewicza została wyróżniona za najlepszą książkę o tematyce politologicznej. 
Wypromowała trzech doktorów.